# Joana da Borgonha
Joana de Borgonha, também conhecida como Joana, a Coxa (em francês: Jeanne la Boiteuse; c. 1293 – Montargis ou Hotel de Nesle, 12 de dezembro de 1349) foi rainha consorte de França como a primeira esposa do rei Filipe VI de França. Enquanto seu marido lutava na Guerra dos Cem Anos, Joana serviu como regente do reino.

## Família
Ela era a filha de Roberto II, Duque da Borgonha e da princesa Inês de França.
Seus avós paternos eram Hugo IV, Duque da Borgonha e Iolanda de Dreux, e seus avós maternos eram o rei francês Luís IX e Margarida de Provença.
Joana foi a quarta de sete irmãos, entre eles, Margarida, consorte de Luís X de França e Luís, Rei de Tessalônica.

## Casamento
Joana se tornou noiva do futuro rei Filipe, mais tarde conhecido como "o Afortunado", em Sens, em tratado datado de 24 de março de 1303, e os dois se casaram em Fontainebleau, no final de julho de 1313. Assim, ela se tornou condessa de Anjou e Maine, e mais tarde em 1325, tornou-se condessa de Valois. Joana foi coroada ao lado do marido na Catedral de Reims, em 29 de maio de 1328.
Seu marido era filho do conde Carlos de Valois e de Margarida, Condessa de Anjou. Após a morte do rei Carlos IV de França, o parente mais próximo de Filipe era o seu sobrinho, o rei Eduardo III de Inglaterra, através de sua mãe, Isabel de França, irmã de Carlos. Contudo, a Lei sálica impedia que Eduardo herdasse o trono através da linha materna. Dessa forma, Filipe foi aceito como rei.
Porém, a contínua reivindicação do rei inglês levou à Guerra dos Cem Anos, iniciada em 1337, entre França e Inglaterra.

## Regências
Em virtude de suas campanhas militares, Filipe nomeou Joana como regente a partir de agosto de 1338. A rainha também foi apontada regente do Condado de Bar pelo seu sobrinho, Henrique IV de Bar, em seu testamento do dia 30 de novembro de 1344, para governar em nome de seu filho menor de idade após a sua morte.

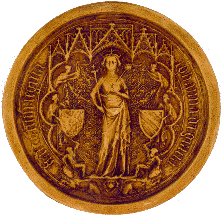
Sinete da rainha Joana

Como regente de França, a rainha se mostrou inteligente e capaz. Porém, a sua natureza e poder, unida a sua deformidade, resultou em uma má reputação para si e o marido. Assim, ficou conhecida como "a rainha coxa má".

## Descendência
Joana e Filipe foram pais de oito filhos: 
- João II de França (16 de abril de 1319 – 8 de abril de 1364), sucessor do pai como rei, foi casado duas vezes e teve filhos, incluindo Carlos V de França;
- Maria (1326 - 22 de setembro de 1333), esposa de João de Brabante, filho de João III de Brabante. Sem descendência;
- Luís (8 de junho de 1330 - 23 de junho de 1330), morto jovem;
- João (nascido e morto em 2 de outubro de 1333);
- Filho (natimorto, 28 de maio de 1335);
- Filipe (1 de julho de 1336 — 1 de setembro de 1375), foi duque de Orleães e marido de Branca de França, Duquesa de Orleães, filha do rei Carlos IV;
- Joana (nascida e morta em novembro de 1337);
- Filho (nascido e morto no verão de 1343).

## Morte
A rainha morreu de peste bubônica em 12 de dezembro de 1349, e foi enterrada na Basílica de Saint-Denis, em Paris.